# Kisnamény

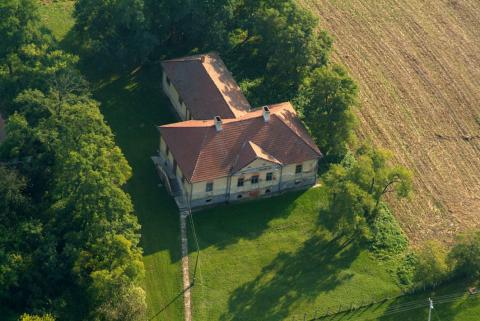
Felülnézet.

Kisnamény község Szabolcs-Szatmár-Bereg vármegyében, a Fehérgyarmati járásban.

## Fekvése
A vármegye keleti részén, a Szatmári-síkságon fekszik.
Szomszédai: észak felől Vámosoroszi, északkelet felől Csaholc, kelet-északkelet felől Túrricse, délkelet felől Gacsály, dél felől Császló, délnyugat felől Jánkmajtis, nyugat felől pedig Darnó.
A térség fontosabb települései közül Fehérgyarmat 17,5, Gacsály 8, Jánkmajtis pedig 3,5 kilométer távolságra található.

### Megközelítése
A településen végighalad, nagyjából nyugat-keleti irányban a Jánkmajtis nyugati szélétől (Majtis településrésztől) Gacsályig húzódó 4141-es út, közúton ezen érhető el a két végponti településről, illetve a térség központjának számító Fehérgyarmat felől is. Jánkmajtis keleti részével (Jánk településrésszel) a 4142-es, Csaholccal a 4144-es utak kötik össze.
Vasútvonal nem érinti, a legközelebbi vasúti csatlakozási pont a Nyíregyháza–Mátészalka–Zajta-vasútvonal Jánkmajtis megállóhelye.

## Története
Kisnamény nevét az oklevelek a 15. században említik először. A településnek ekkor már egyháza és papja is volt: 1332-ben Barnabás nevű papja 4 garast és 40 dénárt fizetett pápai adóba a fennmaradt adatok alapján.
A falu nevét ekkor Nomen-nek írták, 1387-ben Kysnomyn, 1462-ben Namen-nek írták.
A település a Matucsinayak ősi birtoka volt.
A 14–15. században a Drághfi családnak volt itt birtoka.
1524-ben Dorchánnyi Péter, 1585-ben Lónyay István, 1614-ben Macskássy Mihály, 1640-ben Németh Pál, 1744-ben gróf Teleki Mihály, majd az Ajtay, Becsky, Domahidy és Kölcsey családok a birtokosai.
1670-ben a vármegye itt tartotta gyűlését is.
A 19. század első felében a Tolnay, Domahidy, Isaák, Gulácsy, Mándy családok.
Az 1900-as évek elején nagy birtoka volt itt Hadik-Barkóczy Endrének; egyrészét a Domahidayaktól, más részét az úrbéresektől vette gróf Hadik Ilona.
A településen Domahidy Kálmán épített magának kúriát.
A Rozsályi vár tőszomszédságában gyakran érte a háborúval járó veszedelem.

## Közélete

### Polgármesterei
- 1990–1994: Kővári István (független)[3][4]
- 1994–1998: Kővári István (független)[5][6]
- 1998–2002: Kővári István (független)[7][8]
- 2002–2006: Kővári István (független)[9][10]
- 2006–2010: Kővári István (független)[11]
- 2010–2014: Bihariné Kékesi Ibolya Zsuzsanna (független)[12]
- 2014–2019: Bihariné Kékesi Ibolya Zsuzsanna (független)[13][14]
- 2019–2024: Tar Csaba (független)[15]
- 2024– : Tar Csaba (Fidesz-KDNP)[1]

## Népesség
A település népességének változása:
| Lakosok száma | 309  | 297  | 311  | 254  | 294  | 284  | 270  |
|               | 2013 | 2014 | 2015 | 2021 | 2022 | 2023 | 2024 |

2001-ben a település lakosságának 94%-a magyar, 6%-a cigány nemzetiségűnek vallotta magát.
A 2011-es népszámlálás során a lakosok 89,1%-a magyarnak, 11,3% cigánynak, 0,7% románnak mondta magát (10,9% nem nyilatkozott; a kettős identitások miatt a végösszeg nagyobb lehet 100%-nál). A vallási megoszlás a következő volt: római katolikus 5,3%, református 70,2%, görögkatolikus 9,3%, felekezeten kívüli 0,3% (14,9% nem válaszolt).
2022-ben a lakosság 83%-a vallotta magát magyarnak, 3,7% cigánynak, 1,4% ukránnak, 0,7% románnak, 0,3% örménynek (17% nem nyilatkozott; a kettős identitások miatt a végösszeg nagyobb lehet 100%-nál). Vallásuk szerint 1,7% volt római katolikus, 43,2% református, 5,4% görög katolikus, 0,3% evangélikus, 2% felekezeten kívüli (47,3% nem válaszolt).

## Nevezetességei
- Református templom - A 20. század elején 1907-ben épült eklektikus stílusban.

## Itt születtek, itt éltek
- Hegymegi Kiss Áron püspök itt született 1815. november 2-án.